# Kristallnaach
Kristallnaach is de naam van een lied van de Keulse rockband BAP, geschreven door hun zanger en songwriter Wolfgang Niedecken. Dit lied gaat over de pogroms van 1938 (Kristallnacht), de gewelddadige en vernielende acties tegen de Joodse bevolking, destijds in Duitsland, aangemoedigd door de nazi's.

Kristalnaach geeft ook weer dat men constant waakzaam moet zijn betreffende uitwassen, omdat het iedere dag weer kan gebeuren. Ze besluiten het nummer daarom ook met: 'Es ist täglich Kristallnaach'. 
De zinsnede 'Mer weed wach, rief die Aure un sieht en'nem Bild zweschen Breughel und Bosch' (men wordt wakker, opent de ogen en ziet een tafereel tussen Breughel en Bosch in) refereert aan de schilders Pieter Bruegel de Oude en Jheronimus Bosch.
Kristallnaach (Keuls voor "Kristallnacht") was vanwege zijn historische betekenis, zijn muzikale kracht en vanwege zijn voor de Limburgse en Brabantse bevolking goed verstaanbare Keulse tekst in 1983 een hit in Nederland.

## Hitlijsten

### Nederlandse Top 40
| Hitnotering: 29-01-1983 t/m 19-03-1983 | Hitnotering: 29-01-1983 t/m 19-03-1983 | Hitnotering: 29-01-1983 t/m 19-03-1983 | Hitnotering: 29-01-1983 t/m 19-03-1983 | Hitnotering: 29-01-1983 t/m 19-03-1983 | Hitnotering: 29-01-1983 t/m 19-03-1983 | Hitnotering: 29-01-1983 t/m 19-03-1983 | Hitnotering: 29-01-1983 t/m 19-03-1983 | Hitnotering: 29-01-1983 t/m 19-03-1983 | Hitnotering: 29-01-1983 t/m 19-03-1983 |
| Week                                   | 1                                      | 2                                      | 3                                      | 4                                      | 5                                      | 6                                      | 7                                      | 8                                      |                                        |
| -------------------------------------- | -------------------------------------- | -------------------------------------- | -------------------------------------- | -------------------------------------- | -------------------------------------- | -------------------------------------- | -------------------------------------- | -------------------------------------- | -------------------------------------- |
| Nummer                                 | 34                                     | 19                                     | 16                                     | 12                                     | 8                                      | 8                                      | 23                                     | 40                                     | uit                                    |

### Nationale Hitparade
| Hitnotering: 29-01-1983 t/m 26-03-1983 | Hitnotering: 29-01-1983 t/m 26-03-1983 | Hitnotering: 29-01-1983 t/m 26-03-1983 | Hitnotering: 29-01-1983 t/m 26-03-1983 | Hitnotering: 29-01-1983 t/m 26-03-1983 | Hitnotering: 29-01-1983 t/m 26-03-1983 | Hitnotering: 29-01-1983 t/m 26-03-1983 | Hitnotering: 29-01-1983 t/m 26-03-1983 | Hitnotering: 29-01-1983 t/m 26-03-1983 | Hitnotering: 29-01-1983 t/m 26-03-1983 | Hitnotering: 29-01-1983 t/m 26-03-1983 |
| Week                                   | 1                                      | 2                                      | 3                                      | 4                                      | 5                                      | 6                                      | 7                                      | 8                                      | 9                                      |                                        |
| -------------------------------------- | -------------------------------------- | -------------------------------------- | -------------------------------------- | -------------------------------------- | -------------------------------------- | -------------------------------------- | -------------------------------------- | -------------------------------------- | -------------------------------------- | -------------------------------------- |
| Nummer                                 | 43                                     | 24                                     | 14                                     | 10                                     | 9                                      | 15                                     | 25                                     | 34                                     | 42                                     | uit                                    |

### BRT Top 30
| Nummer | 27 | uit |

### NPO Radio 2 Top 2000
| Nummer met noteringen in de NPO Radio 2 Top 2000 | '06 | '07 | '08 | '09 | '10 | '11 | '12 | '13 | '14 | '15 | '16 | '17 | '18 | '19 | '20 | '21  | '22  | '23  | '24  |
| ------------------------------------------------ | --- | --- | --- | --- | --- | --- | --- | --- | --- | --- | --- | --- | --- | --- | --- | ---- | ---- | ---- | ---- |
| Kristallnaach                                    | 320 | 208 | 606 | 314 | 347 | 376 | 537 | 562 | 490 | 473 | 634 | 663 | 970 | 892 | 994 | 1098 | 1075 | 1084 | 1073 |

1. ↑  Een vetgedrukt getal geeft de hoogste notering aan.
2. ↑  2006 was het eerste jaar met een notering voor dit nummer.